# Dentalium potteri
Dentalium potteri är en blötdjursart som beskrevs av Lamprell och Healy 1998. Dentalium potteri ingår i släktet Dentalium och familjen Dentaliidae. Inga underarter finns listade i Catalogue of Life.